# Missionarie figlie del Calvario
Le Missionarie Figlie del Calvario (in spagnolo Misioneras Hijas del Calvario) sono un istituto religioso femminile di diritto pontificio: le suore di questa congregazione pospongono al loro nome la sigla C.M.F.C.

## Storia
La congregazione fu fondata il 19 gennaio 1885 a Città del Messico da Ernestina Larràinzar con l'aiuto del frate minore osservante Manuel María Ortiz.
Poiché il clima politico dell'epoca non era favorevole per le famiglie religiose, inizialmente la congregazione ebbe l'apparenza esterna di un'opera di pubblica beneficenza.
Nel 1903 un gruppo di suore si separò dalla congregazione per dare inizio all'istituto delle Carmelitane Missionarie di Santa Teresa.
La prima filiale all'estero fu aperta nel 1909 a Tivoli: seguirono fondazioni a Cuba, in Spagna, a Gerusalemme, in Africa e in altre nazioni dell'America Latina.
L'istituto ricevette il pontificio decreto di lode il 10 maggio 1891 e l'approvazione della Santa Sede il 14 marzo 1909.

## Attività e diffusione
Le suore si dedicano all'istruzione e all'educazione cristiana della gioventù, all'assistenza agli ammalati, all'organizzazione di ritiri ed esercizi spirituali.
Oltre che in Messico, sono presenti in Italia, Spagna, Zimbabwe, Mozambico, Colombia, Brasile, Bolivia, Honduras e negli Stati Uniti d'America; la sede generalizia è a Rocca di Papa.
Alla fine del 2008 la congregazione contava 307 religiose in 61 case.